# Catharsius oryx
Catharsius oryx är en skalbaggsart som beskrevs av Frey 1974. Catharsius oryx ingår i släktet Catharsius och familjen bladhorningar. Inga underarter finns listade.